# 宣泄疗法
宣泄疗法，也称净化疗法，由奥地利医生布洛伊尔提出，是一种利用催眠治疗病人（尤其是癔症这类神经症病人）心理障碍的方法，其目的是唤起导致障碍的被压抑或弃绝的创伤性记忆，从而产生一种被称为“宣泄”（abreaction）的情绪释放。这也是精神分析的开山之作，布洛伊尔和弗洛伊德合著的《癔症研究》主要采用的治疗方法。宣泄疗法在精神分析中逐渐由强调自由联想的谈话疗法所替代。
这种方法包括三个阶段：
1. 对癔症患者进行催眠；
2. 催眠后，医生会向病人提问，使其在情感上重温痛苦的创伤事件；
3. 这种体验结束后，医生会唤醒病人，命令他记住自己在类催眠状态下所说的一切。

一旦清醒，病人就会记得他们在恍惚期间说过的每一句话，癔症症状也会消失。
这种方法源自让-马丁·沙可关于癔症创伤性病因的假说。根据这一假说，当一个人在受到创伤性休克后导致解离时，她就会罹患癔症。

## 历史
净化疗法的“净化”一词来自于古希腊语，表示净化、清除。亚里士多德以此表示悲剧对观众所造成的效应。
净化疗法的目的是讓主體唤起、甚至重新经历创伤事件，并宣泄或弥除掉联结于其上的致病情感。净化疗法主要属于前精神分析的1880-1895年的阶段。起初，该疗法和催眠紧密联系在一起，不过弗洛伊德很快不再采用催眠，不再向病人暗示其症状的不存在来消除症状，而是采用一种简单的暗示，即把手压在病人的额头上，用以说服病人能够重新找到致病记忆。
尽管精神分析兴起之后，净化疗法不再占据治疗的主要方面，但它仍然是心理治疗的其中一个有效手段。一方面，许多治疗经验中会出现记忆的强烈复苏，伴随着多少有些狂暴的情绪卸载；另一方面，净化疗法也以不同的形态重复出现在治疗过程中，特别是转移的现实化中。

## 相关链接
- 净化
- 宣泄
- 《癔症研究》
- 催眠
- 自由联想
- 谈话治疗